# Завод MTBE в Павлодарі
Завод MTBE в Павлодарі — підприємство у Казахстані, яке здійснює випуск високооктанової паливної присадки — метилтретинного бутилового етеру (MTBE).
У 2009 році ТОВО «Компания Нефтехим ЛТД» ввела в дію вирробництво MTBE річною потужністю 20 тисяч тон. Один з необхідних для цього компонентів – ізобутилен – отримують з бутан-бутиленової фракції, яку продукує установка каталітичного крекінгу розташованого поруч Павлодарського нафтопереробного заводу. Другий компонент – метанол – придбавається на ринку та доправляється залізницею.
Одночасно з MTBE почали продукувати поліпропілен, сировину для якого отримують з пропан-пропіленової фракції, отриманої від того ж НПЗ. Первісно потужність по цьому напрямку становила 30 тисяч тон на рік, а в 2015-му була збільшена до 70 тисяч тон.